# Анђелина Лохалит
Анђелина Лохалит (енгл. Anjelina Lohalith; рођена 1. јануара 1993) је јужносуданска атлетичарка.

## Биографија
Рођена је 1. јануара 1993. у Јужном Судану. Током рација је са породицом спавала у грмљу како их не би пронашли. Када је имала осам година морала је да напусти свој дом због грађанског рата у Јужном Судану и насиља које је затворило њено село са нагазним минама које су пронађене у близини њене куће. Била је одвојена од родитеља јер су је послали у Кенију ради сигурности. У Северну Кенију је дошла 2002. године настанивши се у избегличком кампу Какума. Током основне школе је почела да се бави трчањем. Побеђивала је на разним школским такмичењима, а када су у Какуму дошли професионални тренери да одрже селекцијске пробе за специјални тренинг открили су њен таленат. Убрзо је изабрана да је тренира Тегла Лоруп у њеној спортској фондацији у Најробију са још четворо. Међународни олимпијски комитет ју је изабрао да се такмичи за избеглички олимпијски тим у женској конкуренцији у трци на 1500 метара на Летњим олимпијским играма 2016. Заузела је четрдесето место од четрдесет и једног учесника у првом колу са временом 4:47.38. Мотивација за трчање јој је жеља да помогне родитељима које није видела од своје осме године.

## Такмичења
| Година                           | Такмичење         | Место          | Позиција | Дисциплина | Време   |
| Представљање спортиста избеглица |                   |                |          |            |         |
| 2016.                            | Олимпијске игре   | Рио де Женеиро | 40.      | 1500 m     | 4:47.38 |
| 2017.                            | Светско првенство | Лондон         | 43.      | 1500 m     | 4:33.54 |
| 2021.                            | Олимпијске игре   | Токио          | 14.      | 1500 m     | 4:31.65 |
| 2022.                            | Светско првенство | Београд        | 19.      | 1500 m     | 4:34.72 |
| 2022.                            | Афричко првенство | Порт Луј       | 16.      | 800 m      | 2:19.29 |
| 2022.                            | Афричко првенство | Порт Луј       | 10.      | 1500 m     | 4:33.74 |
| 2022.                            | Светско првенство | Јуџин          | 42.      | 1500 m     | 4:23.84 |
| 2023.                            | Светско првенство | Батерст        | 13.      | 4 x 2 km   | 27:15   |